# Touch rugby
Il Touch (conosciuto anche come Touch rugby o Touch football) è uno sport di squadra diffuso in tutto il mondo, in particolare in Australia, dove venne introdotto per la prima volta come variante senza contatto del rugby a 13.

## Storia
Il Touch rugby, chiamato anche anche touch football, è nato in Australia negli anni Sessanta del XX secolo come gioco non competitivo da svolgersi nei parchi o come allenamento leggero per il rugby a 13, dal quale prende ispirazione anche in termini di regole. Non venne visto come sport a sé fino al 1968 quando Bob Dyke e Ray Vawdon del South Sydney Junior Rugby League Club ne formalizzarono le regole formando, il 13 luglio dello stesso anno, il South Sydney Touch Football Club. Il nuovo sport venne chiamato Touch Football. Il primo incontro ufficiale si tenne a Sydney l'anno successivo e ne decretò un rapido sviluppo come sport a tutti gli effetti.
Nel 1978 venne fondata l'Australian Touch Football Association (ATA), nata per diffondere questo sport in Australia. La fama della nuova disciplina ebbe grande impulso quando la Sydney Rugby League chiese alla neonata associazione di organizzare l'incontro di apertura prima della finale della Sydney Rugby League, davanti a più di 40.000 spettatori.
Da quel momento in poi il gioco si è diffuso rapidamente nel resto del mondo, in particolare nel sud del Pacifico e in Gran Bretagna. Nel 1985 fu fondata, sempre in Australia, la Federation of International Touch (FIT), che nel 1988 organizzò la prima coppa del mondo di Touch a cui parteciparono cinque paesi: Australia, Canada, Nuova Zelanda, Papua Nuova Guinea, USA.

## Coppa del mondo di Touch
La Coppa del mondo di Touch si è svolta nei seguenti anni:
- 1989 in Australia
- 1991 in Nuova Zelanda
- 1995 in Stati Uniti d'America
- 1999 in Australia
- 2003 in Giappone
- 2007 in Sudafrica
- 2011 in Scozia
- 2015 in Australia
- 2019 in Malesia
- 2024 in Inghilterra

La prossima edizione si terrà nel 2028 in Nuova Zelanda.

## Regole fondamentali
Il touch si gioca su campo lungo 70 m (comprese le aree di meta lunghe ciascuna 5 metri) e largo 50 m (in pratica la metà di un campo di rugby a 13); la palla è ovale, ha una superficie maggiormente gommata rispetto ad una palla da rugby a 15 o rugby a 13 ed è anche più lunga e pesante. A volte si usa una palla da rugby n.4, normalmente riservata alla categoria Under 13, per via delle sue dimensioni simili ai palloni da Touch.
Ogni squadra può essere composta da un massimo di 14 giocatori, di cui solo 6 possono essere attivi nel campo di gioco.
La partita dura 40 minuti, divisi in 2 tempi da 20 minuti con intervallo di 5. In caso di parità si disputa un tempo supplementare che termina non appena una delle due squadre realizza una meta. Per evitare una durata eccessiva dei supplementari ad ogni minuto viene fatto uscire un giocatore per squadra.
Le regole ufficiali, derivate da quelle del rugby a 13, sono quelle stabilite dalla FIT.

### Regole base
1. Dimensione del campo: 50 m x 70 m.
2. Durata incontri: 40 min (20 min per tempo)
3. La palla non si passa in avanti.
4. Il giocatore in possesso di palla che venga toccato dall'avversario deve fermarsi e far passare il pallone a terra in mezzo alle proprie gambe (Rollball) il suo compagno di squadra più vicino raccoglierà il pallone e lo passerà. La squadra in difesa dovrà arretrare di 7 metri.
5. Ogni squadra ha sei (6) tentativi a disposizione per segnare una meta. La meta vale un punto e non ci sono trasformazioni.
6. Se la palla tocca terra o esce dal campo o se la squadra in attacco ha esaurito il numero di tentativi o ancora se viene commesso un fallo c'è un cambio di possesso ed il gioco ricomincia con un rollball.
7. Una volta toccato, il giocatore non può passare o buttare via il pallone. Nel caso contravvenga a questa regola deve essere effettuato un cambio di palla, a meno che non sia stato proprio il tocco stesso a far cadere la palla di mano al giocatore.
8. All'inizio della partita e dopo ogni meta il gioco riprende posando il pallone a terra sulla linea di metà campo, staccando le mani e toccandolo leggermente con il piede per poi riprenderne il possesso e partire, tale operazione viene chiamata Tap o tapball. La squadra in difesa arretrerà di 10 metri dal punto del Tap.
9. Giocatori a referto: ogni squadra sarà composta da 14 giocatori.
10. Giocatori in campo: 6 giocatori per squadra. I giocatori possono effettuare un cambio in qualsiasi momento purché rimangano in 6 per squadra sempre in campo (minimo 4 giocatori per poter proseguire la partita).

## Touch in Italia
L'organo ufficiale per la promozione del touch è ItaliaTouch, già TRI (Touch Rugby Italia), associazione affiliata AICS-CONI e Associate Member della FIT (Federazione Internazionale Touch).

## Campionato Italiano Touch
TRI nel 2009 ha organizzato la prima edizione del campionato italiano con 4 tappe: Taranto, Alpago, Dolcé e Milano. Campioni d'Italia i Bandiga Rovigo.
2010: le 4 tappe del Campionato Italiano di Touch Rugby si sono tenute a Taranto, Alpago, Dolcè e Milano. Campioni d'Italia gli Orange Belluno
2011: le 4 tappe del Campionato Italiano di Touch Rugby si sono tenute a Taranto, Modena, Alpago e Milano. Campioni d'Italia gli Orange Belluno
2012: il Campionato si è articolato su 3 gironi di qualificazione macroregionali per poi concludersi in una finale nazionale a Colorno (Pr). Campioni d'Italia il Verona Touch.
2013: Il Campionato Italiano Cambia formula e passa a classifica ranking con finale unica a Verona il 27/07/2013. Campioni d'Italia nuovamente gli Orange Belluno

## Attività internazionali
Una selezione di Touch Rugby Italia ha partecipato per la prima volta in qualità di nazione ospite ai Campionati Europei di luglio 2008 a Parigi.
Dall'anno successivo l'Italia ha partecipato agli appuntamenti internazionali a pieno titolo come membro FIT:
Nel 2010 ai Campionati Europei di Bristol con due selezioni: Italia Open MIxed e Italia Men over 40. Quest'ultima si è classificata al III posto battendo Francia (due volte) e Inghilterra (due volte) e perdendo con Portogallo, Galles e Irlanda.
Nel 2011 ai Campionati del Mondo di Edimburgo con tre selezioni: Italia Open MIxed, Italia Senior MIxed e Italia Men over 40. Italia 40 si è classificata al III posto battendo Francia (due volte) e Inghilterra (due volte) e perdendo con Portogallo, Galles e Irlanda.
L'edizione 2012 si è svolta in Italia dal 12 al 16 settembre a Villorba (Treviso) e per l'Italia hanno partecipato 5 selezioni: Italia Open MIxed, Italia Senior Mixed, Men Open , Women Open e Italia Men over 40. La squadra Italia Senior MIxed è arrivata terza nella classifica di categoria e l'Italia si è qualificata sesta nella classifica generale per nazioni.
Per il calendario degli appuntamenti Europei
http://toucheurope.org/site/index.php/european-calendar/calendar Archiviato il 15 giugno 2012 in Internet Archive.

## Touch Rugby IRB
L'international Rugby Board, organo di governo mondiale della disciplina del Rugby Union ha pubblicato a novembre 2010 la prima stesura delle linee guida per il gioco del Touch Rugby IRB.
Il Touch Rugby IRB, diversamente dal Touch Football della FIT, non è uno sport a sé ma viene considerato una variante a tutti gli effetti del Rugby Union. Questa disciplina verrà promossa insieme al tag rugby da tutte le federazioni rugbystiche mondiali nelle sue tre versioni: Italiana, Inglese e Francese.

## Touch Rugby League
Nato nel 2005 Il Touch Rugby League è la versione del Rugby League del Touch così come il Touch Rugby IRB ne è la versione Union. L'associazione TRL descrive il proprio sport come "il Touch Football con il calcio e tutto quanto lo rende più simile al Rugby League fuori da tutti gli schemi del touch football stesso". Questa variante del Rugby a 13 è nata in Australia ed è in rapida crescita in tutto il paese.